# Jan Hladík (pěvec)
Jan Hladík (3. listopadu 1943 Brno – 5. března 2025 Brno) byl český operní pěvec (bas) a pedagog.

## Život a dílo
Jeho otec byl divadelní krejčí a díky jeho pěveckého talentu se už jako malý objevoval na jevišti Státního divadla v Brně, a to v dětském sboru. Jeho první vystoupení s nim bylo v operetě Polské krvi. Dále si se sborem zahrál a zazpíval například v Carmen, Jakobínu, Příhodách lišky Bystroušky anebo si zahrál žáka Žižkovy školy v Karvašově Pacientu 113. Roku 1960 se hlásil ke studiu na brněnské konzervatoři. Poté, co ale nebyl přijat, se soukromě vzdělával u profesora Vody a zpíval ve výpomocném sboru v divadle. Zde si ho všiml režisér Miloš Wasserbauer a na jeho výzvu se přihlásil do konkursu na člena sboru Komorní opery Janáčkovy akademie múzických umění (JAMU). V konkursu uspěl a díky svému úspěšného vystoupení v souboru byl přijat i ke studiu zpěvu na JAMU.
Po vystudování JAMU v roce 1965 úspěšně absolvoval konkurs do operního souboru olomouckého divadla, ale nakonec nastoupil do nově otevřeného Janáčkova divadla Státního divadla v Brně, kde právě tehdy probíhala velká generační proměna. Na začátku zde nejprve nastudoval řadu drobnějších rolí, například Brandera ve Faustovi, Montana ve Otellovi nebo Ptolemaia v Juliovi Caesarovi. Svou první velkou roli ztvárnil 10. února 1967, a to titulní roli ve Figarově svatbě. Během osmačtyřicet let působení v brněnském divadle zde vytvořil více než 180 rolí. Byli to například Don Bartolo v Lazebníku sevillském, Van Bett v Caru a tesaři, Purkrabí v Jakobínu, Harašta v Příhodách lišky Bystroušky, Kolenatý ve Věci Makropulos, Marbuel v Čertu a Káče, Kecal v Prodané nevěstě, Geronimo v Tajném manželství, Mendoza v Zásnubách v klášteře či kramář Anzoletto v Náměstíčku a mnoho dalších. Kromě Brna hostoval na operních scénách doma i v zahraničí. Například ve Státním divadle v Ostravě zahrál roli Zbyška v opeře Strašidelný dvůr a v Národním divadle v Praze Velekněze Bálův v Nabucco nebo Bartelola ve Figarově svatbě. Mimo zpívání také vyučoval operní herectví na JAMU.
Za rok 2001 byl za roli Dr. Kolenatého ve Věci Makropulos nominován na cenu Thálie v kategorii opera. V roce 2023 převzal cenu Thálie za celoživotní mistrovství v oboru opera.